# 苏清玲
苏清玲（1970年—），广东梅县人，汉族，中华人民共和国政治人物、第十一届全国人民代表大会广东地区代表。
毕业于华南师范大学俄语翻译专业，是中共党员。担任中山国际旅行社出境游中心副总经理。2008年起担任全国人大代表。